# Supremo Tribunal da Turquia

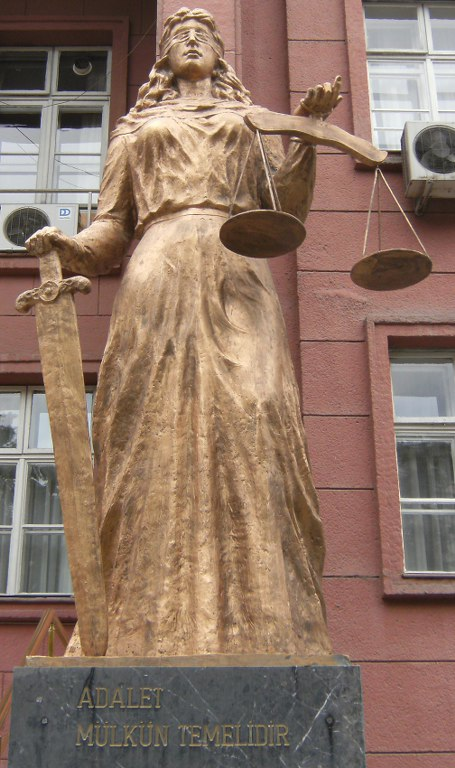
Estátua da "Justiça" em frente à sede do Supremo Tribunal da Turquia, em Ancara

O Supremo Tribunal da República da Turquia (em turco: Türkiye Cumhuriyet Yargıtay Başkanlığı; abreviadamente, Yargıtay), ou Tribunal de Apelação é o tribunal de última instância da Turquia para processos civis ou penais. Foi fundado em 1868. O seu equivalente para processos de natureza administrativa é o Conselho de Estado (Danıştay).

## História
No Império Otomano, a função de tribunal de apelação era o Divã até ao século XIX. O primeiro tribunal de apelação moderno, o Divan-ı Ahkam-ı Adliye, foi criado a 6 de março de 1868, durante o reinado do sultão Abdulazize. Alguns defendem que o tribunal foi criado em 1 de abril do mesmo, sendo 6 de março a data em que o sultão anunciou a sua criação.
O primeiro presidente da instituição foi Ahmet Cevdet Paxá, o governador de Alepo. Este tribunal superior era composto por membros das comunidades muçulmanas e não muçulmanas, numa proporção de dois terços e um terço, respetivamente. O nome foi mudado em 18 de junho de 1879 para Mahkeme-i Temyiz.
Durante a Guerra da independência turca, o Mahkeme-i Temyiz transferiu os seus processos para o Muvakkat Temyiz Heyeti (Comité Temporário de Apelação), o qual foi formado em Sivas em 7 de junho de 1920 pelo governo nacionalista. Na mesma data a Grande Assembleia Nacional da Turquia aprovou uma lei que estabelecia quatro câmaras para casos de apelação; uma para processos civis, outra para processos penais, outra para religiosos e outra para petições. Entretanto o tribunal de Istambul, dependente da administração imperial, continuou a existir até 4 de novembro de 1922, quando a então capital imperial passou a ser administrada pelo governo republicano e transferiu os processos de Istambul para Sivas. O Comité Temporário de Apelações foi transferido para Esquixequir em 14 de novembro de 1923, devido aquela cidade estar mais bem servida de transportes. Ao mesmo tempo, o nome do comité foi mudado para Temyiz Mahkemesi (Tribunal de Apelação).
Em 1935 a instituição foi transladada para uma nova sede em Ancara, projetada pelo famoso arquiteto austríaco Clemens Holzmeister. Em 10 de janeiro de 1945 o nome foi mudado para o atual. A última lei orgânica relacionada com a instituição (Lei 2797) data de 4 de fevereiro de 1983.

## Estrutura e funcionamento
O tribunal está dividido em 30 câmaras, cada uma especializada num campo. Há 20 câmaras civis e 10 câmaras penais. Até 2001 existiam 21 câmaras civis e 11 penais. Cada câmara tem cinco membros, ocupando um deles a presidência. Os julgamentos são decididos por maioria. Um dos juízes é eleito pelos restantes para presidir o tribunal. O conjunto dos presidentes e membros das câmaras civis constituem a Assembleia Geral Civil, enquanto que os membros das câmaras penais constituem a Assembleia Geral Penal (Yargıtay Ceza Genel Kurulu). As assembleias gerais decidem os casos em que a decisão da instância inferior não coincide com a da câmara que fez a primeira apreciação do caso ou naqueles em que a apelação é da iniciativa do Procurador-geral. O tribunal tem 250 juízes superiores, 30 presidentes de câmara e 440 juízes-relatores cuja função é fazerem a preparação preliminar e explicar os casos aos juízes-membros do tribunal e aos 144 promotores públicos que nele trabalham. Em 2006, o número médio de casos que chegavam anualmente ao tribunal era 261,7 (câmaras civis) e 139,0 (câmaras penais).